# بابلو ليديسما
بابلو مارتن ليديسما (بالإسبانية: Pablo Martín Ledesma)‏ الشهير باسم بابلو ليديسما (مواليد 4 فبراير 1984 في لا فالدا - الأرجنتين) لاعب كرة قدم أرجنتيني يلعب حاليا لصالح نادي الدرجة الأولى كاتانيا الإيطالي منذ 2008 في مركز الوسط المدافع كما يجيد اللعب في مركز الوسط المحوري والأيمن .

## روابط خارجية
- بابلو ليديسما على موقع الاتحاد الدولي (مؤرشف)  (الإنجليزية)
- بابلو ليديسما على موقع قاعدة بيانات كرة القدم.إي يو (الإنجليزية)
- بابلو ليديسما على موقع ناشيونال فوتبول تيمز (الإنجليزية)
- بابلو ليديسما على موقع Soccerway.com (الإنجليزية)
- بابلو ليديسما على موقع كووورة